# Xu Chenhao
Xu Chenhao (chinesisch 徐晨浩, Pinyin Xú Chénhào; * 29. März 1995) ist ein chinesischer Tischtennisspieler. 2010 wurde er Jugend-Asienmeister mit der Mannschaft. Er ist Rechtshänder und verwendet die europäische Shakehand-Schlägerhaltung.

## Turnierergebnisse
| Verband | Veranstaltung             | Jahr | Ort       | Land | Einzel        | Doppel    | Mixed      | Team | U-21 |
| ------- | ------------------------- | ---- | --------- | ---- | ------------- | --------- | ---------- | ---- | ---- |
| CHN     | World Tour                | 2020 | Doha      | QAT  | letzte 16     |           |            |      |      |
| CHN     | World Tour                | 2020 | Magdeburg | GER  | letzte 16     |           |            |      |      |
| CHN     | World Tour                | 2019 | Linz      | AUT  | letzte 128    |           |            |      |      |
| CHN     | World Tour                | 2019 | Geelong   | AUS  | letzte 32     |           |            |      |      |
| CHN     | World Tour                | 2019 | Busan     | KOR  | letzte 32     |           |            |      |      |
| CHN     | World Tour                | 2019 | Sapporo   | JPN  | letzte 32     |           |            |      |      |
| CHN     | World Tour                | 2018 | Olmütz    | CZE  | letzte 64     |           |            |      |      |
| CHN     | World Tour                | 2018 | Budapest  | HUN  | letzte 16     |           |            |      |      |
| CHN     | World Tour                | 2013 | Yokohama  | JPN  | Silber        | letzte 16 |            |      | Gold |
| CHN     | Jugend-Asienmeisterschaft | 2010 | Bangkok   | THA  | Viertelfinale |           |            | 1    |      |
| CHN     | Jugend-Weltmeisterschaft  | 2012 | Hyderabad | IND  | Halbfinale    | Gold      | Halbfinale | 1    |      |